# 65-73
65-73 je sovjetski nevodljivi visokohitrostni torpedo kalibra 650 mm z jedrsko konico. Njegov namen je onesposobiti udarne skupine letalonosilk s pozicij, nedosegljivih za protipodmorniško obrambo nasprotnika. Bil je sestavni del oborožitve sovjetskih jedrskih podmornic od sredine 70. let 20. stoletja do začetka 21. stoletja.

## Zgodovina
Torpedo je bil razvit v Znanstveno-raziskovalnem inštitutu NII-400 (zdaj Centralni znanstvenoraziskovalni inštitut Gidropribor) pod vodstvom glavnega konstruktorja Vladimirja Aleksejeviča Kelejnikova.
Spomladi 1961 je prvih šest primerkov torpeda prispelo na preizkuševalni poligon na jezeru Isik Kul (danes Kirgizija). Novembra 1963 je torpedo po seriji izboljšav dosegel načrtovano hitrost in doseg, vendar ni bil nameščen na ladje zaradi pomanjkanja primernih nosilcev. Leta 1973 je torpedo postal del oborožitve Vojne mornarice ZSSR na jedrskih podmornicah projekta 671RT Sjomga.
Torpedo je bil oblike cigare in je bil razdeljen na odseke. Plinskoturbinski motor torpeda je uporabljal vodikov peroksid, kerozin in morsko vodo in je pospešil torpedo do 50 vozlov z dosegom 50 km. Glavni bojni tovor je bila jedrska bojna glava moči 20 kt.
Pred izstrelitvijo torpeda sta komandir podmornice in namestnik komandirja za politične zadeve vnesla kode za odstranitev stopnje zaščite pred nepooblaščeno izstrelitvijo. Za tem so bili s pomočjo naprave za upravljanje torpednega streljanja v torpedo vneseni izračunani parametri gibanja tarče (skupine ladij). Ko je torpedo zapustil torpedno cev, je s hitrostjo 50 vozlov plul naravnost v smeri cilja. Stabilnost smeri torpeda se je ohranjala z avtomatičnim inercialnim sistemom upravljanja. Ko je torpedo dosegel vnaprej določeno razdaljo, se je sprožil oddaljeni detonator in jedrska bojna glava je eksplodirala. Skupine ladij (letalonosilke, križarke itd.) na razdalji do 700 m od detonacije bi bile uničene ali močno poškodovane, ladje na razdalji 700–1400 m pa tako poškodovane, da bi se občutno znižala njihova sposobnost za boj.